# Boutaiba Sghir
Boutaiba Sghir, Chikhe Bouteïba Saghir, S'Ghir Boutaiba (Chaabat El Leham, Argélia, 4 de junho de 1945) nome artístico de Mohamed Affif, é un cantor e compositor argelino de Raï.

## Biografía
Em 1945, Boutaiba nasceu Chaabet El Ham e Aïn Témouchent. Em 1963, com dezoito anos lançou o primeiro single e, fez o primeiro show na cidade natal, denominado "Scène d'été". Em 1968, o primeiro sucesso veio com o single El Caoucaou. Em seguida, tornou-se violinista da estação de rádio da cidade de Orã no período de 1967 a 1969.

Como muitos artistas do gênero musical Raï da sua geração, iniciou carrera no final da década 1960. Boutaiba Sghir inspirou cantores como Cheb Khaled.
Durante a década de 1970, a música Raï foi proibida nos meios de comunicação argelinos, assim, não existem vídeos de raiers argelinos na televisão nacional ou nos arquivos durante esta época.
Em setembro de 2010, Cheb Khaled convidou Boutaiba para Paris, junto com Maurice Medioni, Cheb Sahraoui e Zahouania para um concerto em homenagem a rádio Oran, intitulado Oran Café.
A geração pós-revolucionária de jovens músicos incluiu: Bellemou, Bouteldja, Boutaiba e Benfissa, que iniciaram a produção do moderno Raï POP. Suas influências variaram de rock a flamenco, de jazz a bedoui e o rai dos cheikhas.

## Discografia
Lista de canções de Boutaiba Sghir:
| Ano  | Canção                 | Álbum            |
| ---- | ---------------------- | ---------------- |
| 2012 | Ha rayi                | Ha rayi          |
| 2010 | Maleh                  | Boutaïba         |
| 2010 | Internet Mix           | Boutaïba         |
| 2010 | Frites                 | Boutaïba         |
| 2008 | El fermlia             | El fermlia       |
| 2015 | Libgha chbah           | El hamam         |
| 2013 | Omri ana               | Almouk tsahri    |
| 2013 | Almouk tsahri          | Almouk tsahri    |
| 2008 | Dayha oulabes          | Dayha oulabes    |
| 2010 | Mezianha               | Boutaïba         |
| 2013 | Mene n'ti ma jani noum | Almouk tsahri    |
| 2013 | Ya raiy ya lahbab      | Almouk tsahri    |
| 2012 | Ya zghida              | Ya zghida        |
| 2013 | Hakma                  | Goultelha allo   |
| 2013 | La zhar la mimoune     | Almouk tsahri    |
| 2008 | Nemch nzour            | Almouk tsahri    |
| 2010 | Ya dbayli yana         | Bnadem ouach fih |
| 2013 | Internet               | Boutaïba         |
| 2013 | Sidi Rebbi             | Sidi Rebbi       |
| 2012 | Hajrouli               | Boutaïba         |
| 2010 | Menek 100              | Boutaïba         |
| 2010 | Boutaïba               | Boutaïba         |
| 2015 | Bnadem ouach fih       | Bnadem ouach fih |
| 2010 | Hak Kachak             | Boutaïba         |
| 2010 | Mchit nakhtab          | Boutaïba         |
| 2010 | Kanet Hakma            | Boutaïba         |
| 2013 | Hajrouli j'nouni       | Hajrouli j'nouni |
| 2006 | Raba Raba              | Sun Raï, Vol. 3  |
| 2010 | Ya Oumi                | Boutaïba         |
| 2010 | Kahl El Ain            | Boutaïba         |
| 2015 | Fermlia                | Goultelha allo   |
| 2010 | Dendana                | Boutaïba         |
| 2012 | Ha rayi                | Ha rayi          |
| 2010 | Maleh                  | Boutaïba         |
| 2010 | Internet Mix           | Boutaïba         |